# Ochranovský sbor při Českobratrské církvi evangelické v Jablonci nad Nisou
Farní sbor Českobratrské církve evangelické v Jablonci nad Nisou je sborem Českobratrské církve evangelické v Jablonci nad Nisou. Sbor spadá pod Ochranovský seniorát.
Farářkou sboru je Dagmar Kubíčková a kurátorkou sboru Květa Votrubcová.

## Faráři sboru
- Gottfried Eugen Schmidt (1919–1934)
- Diez Reichel (1934–1936)
- Joachim Voelkel (1936–1945)
- Vladimír Habr (1946–1980); v letech 1955–1962 laickým kazatelem pozůstalé německé komunity Gerhard Kailer
- Karl-Eugen Langerfeld
- Anna Kracíková (2014–2019)
- Dagmar Oupická (Kubíčková) (2009–2014, 2021–)